# Nafpaktos
Nafpaktos (řecky Ναύπακτος, latinsky Naupactus, italsky Lepanto) je město v řecké regionální jednotce Aitólie-Akarnánie (kraj Západní Řecko). Žije v něm přibližně 13 tisíc obyvatel. Nachází se 215 km západně od Athén na severním pobřeží Korintského zálivu při ústí řeky Mornos. Nedaleko se nachází Most Rio-Antirio.

## Názvy
Podle legendy zdejší přístav využili Hérakleovci při svém vpádu na Peloponés. Z toho vznikl antický název Naupaktos (ze slov ναύς, loď a πήγ, opravit). Ve středověkém jazyce sabir se název změnil na Neopant a z toho vzniklo italské Lepanto, v Benátkách užívané také Nepanto. Turci město nazývali Aynabahti. Po vyhlášení nezávislého Řecka dostalo novořecký název Nafpaktos.

## Historie
Ve starověku bylo Naupaktos jedním z nejdůležitějších sídel Lokridy a založilo také kolonii na ostrově Kea. V 5. století př. n. l. je zabrali Athéňané a po peloponéské válce patřilo k Achajskému spolku. V letech 747-748 většina zdejšího obyvatelstva zahynula při epidemii zavlečené sem z Itálie.
Pro svůj strategický význam město často střídalo majitele, vládla zde Byzantská říše, Epirský despotát, Benátská republika i Osmanská říše. V roce 1571 se zde a na moři v okolí několika kilometrů odehrála námořní bitva u Lepanta, v níž Svatá liga zvítězila nad osmanskými Turky.
Kromě krátkého období pod správou Benátské republiky v letech 1687–1699, Nafpaktos zůstal pod kontrolou Osmanské říše až do roku 1829, kde Řecko získalo nezávislost.

## Církev
Nafpaktos patřil k nejstarším řeckým církevním metropolím, původně byl podřízen římskému papeži. Byzantský císař Leon III. Syrský jej roku 733 připojil k byzantské církvi a podřídil metropolitnímu patriarchovi v Konstantinopoli. Během 14. a 15. století zde působilo 20 římsko-katolických arcibiskupů, římskou církev začali Řekové po dosažení státní nezávislosti potlačovat. V současnosti je Nafpaktos sídlem řeckokatolického metropolitního biskupství.

## Památky
- Benátská architektura: přístavní zeď, hradby a pevnost na kopci nad městem
- Fethyie mešita – největší v Řecku
- Borsaris Tower Museum - novostavba ve věži, archeologické a námořnické sbírky, expozice o bitvě u Lepanta
- Pomník spisovatele Miguela Cervantese, který bojoval v lepantské bitvě a byl vážně zraněn.

## Partnerská města
- Marino, Itálie
- Dubrovník, Chorvatsko
- Pontevedra, Španělsko

## Galerie

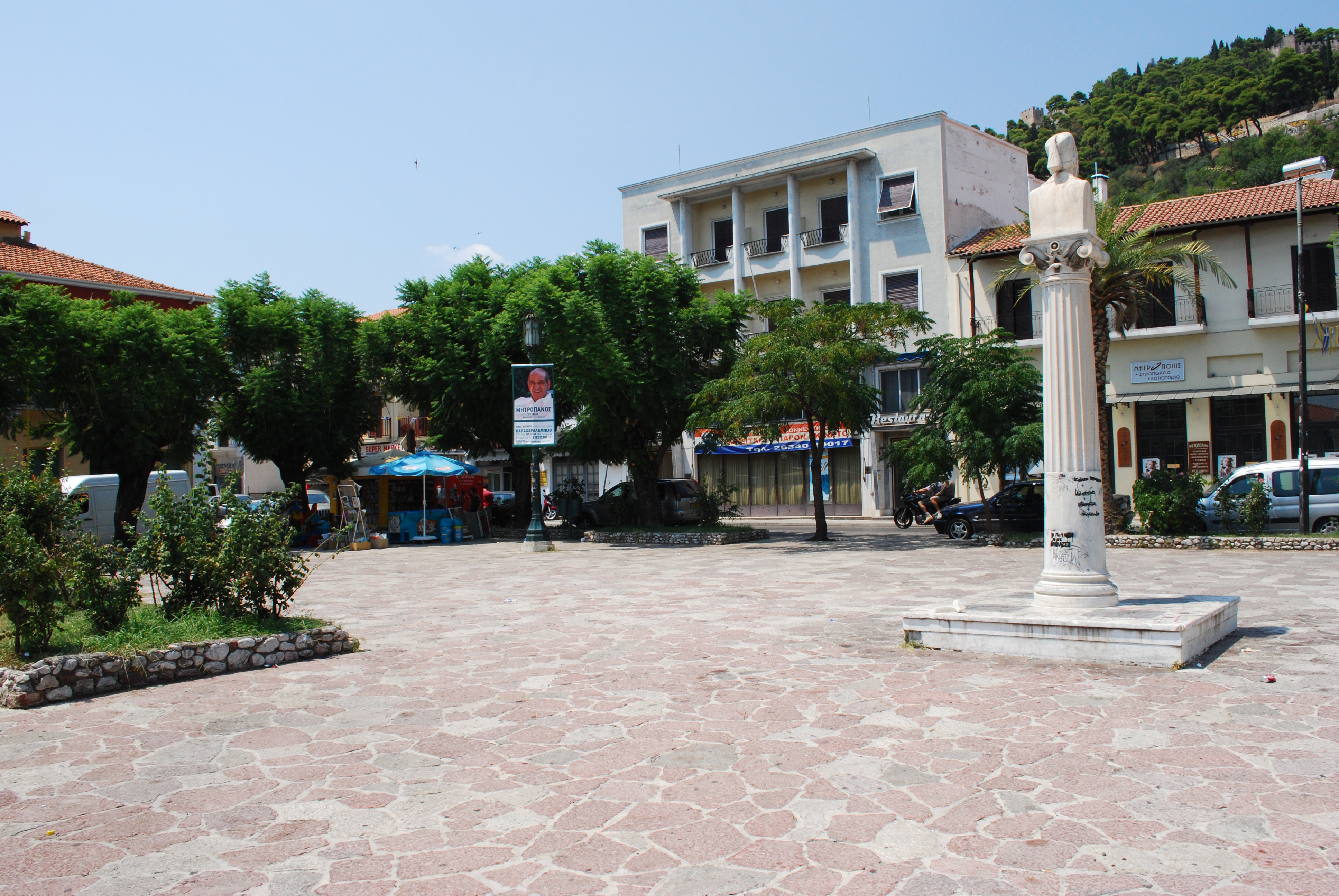
Náměstí
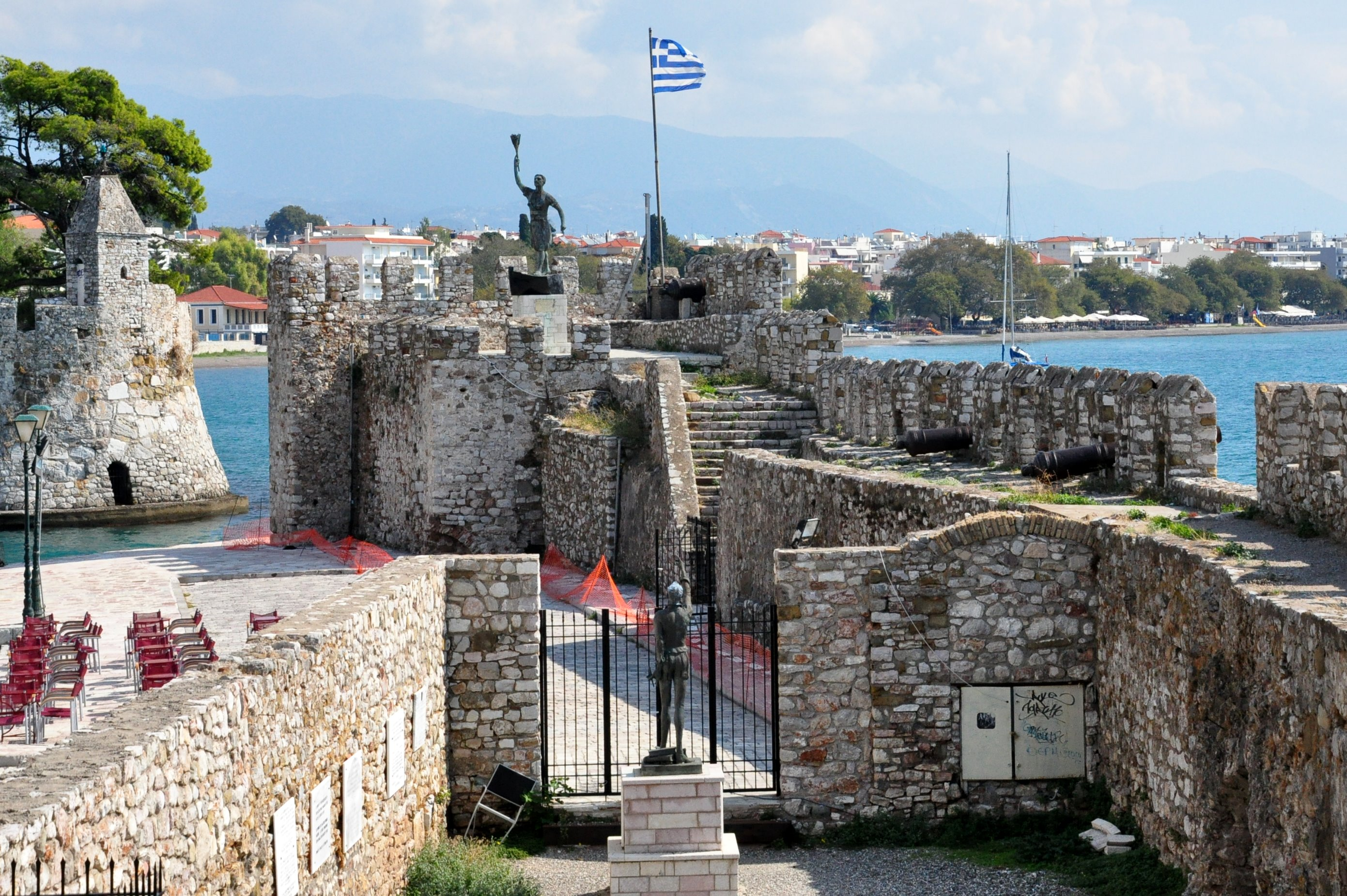
Přístavní pevnost
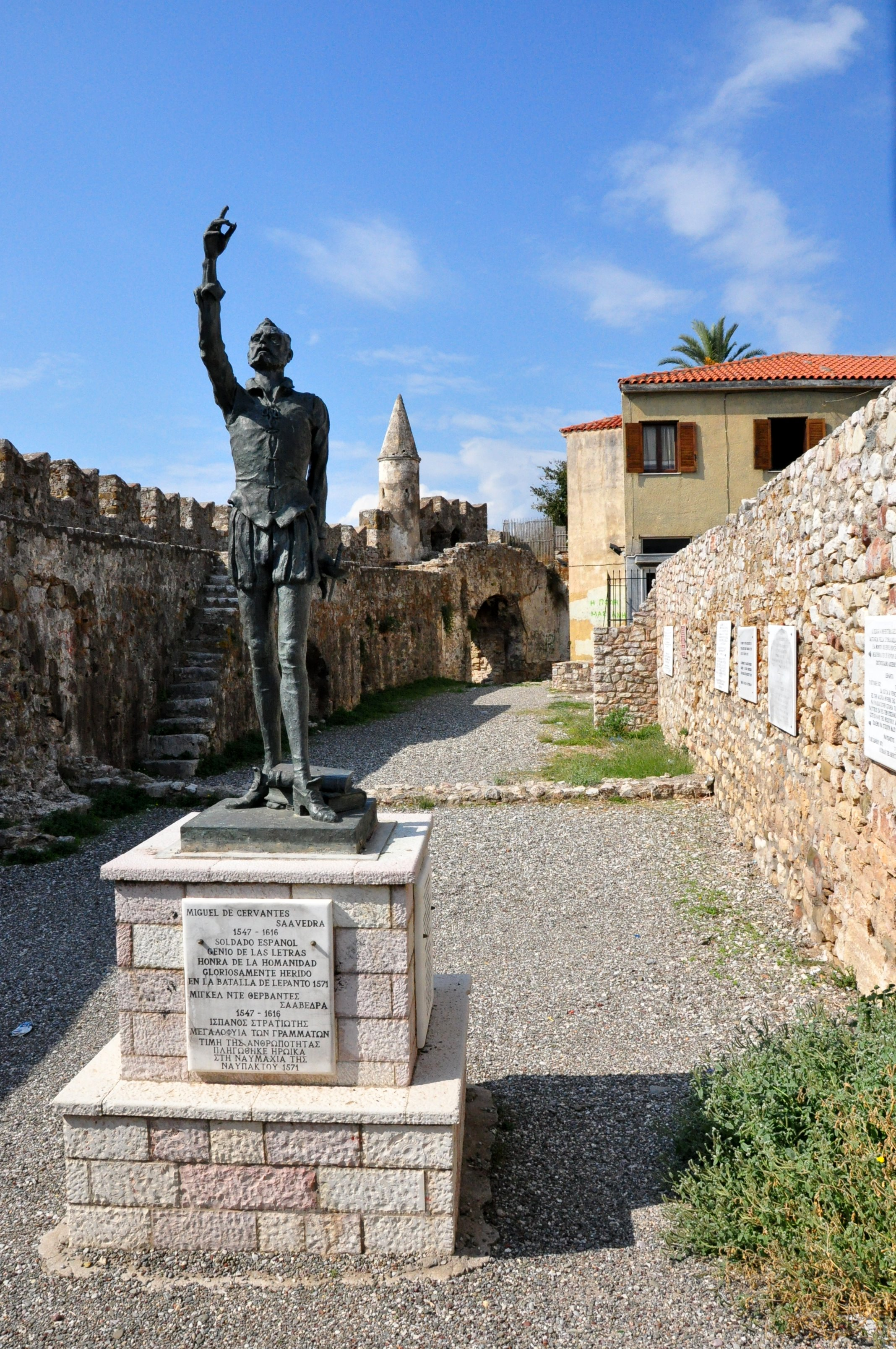
Miguel Cervantes
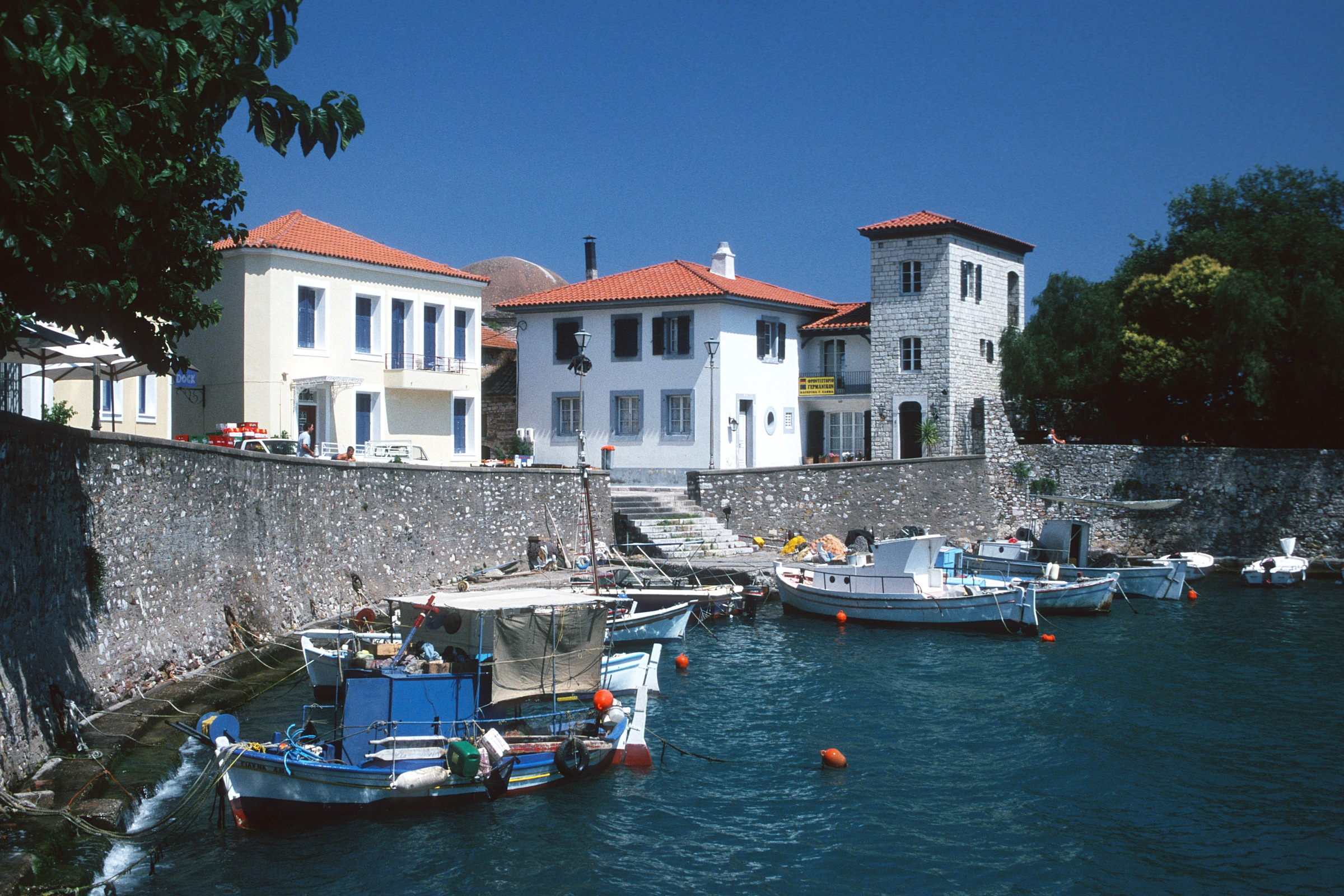
Pohled z přístavu
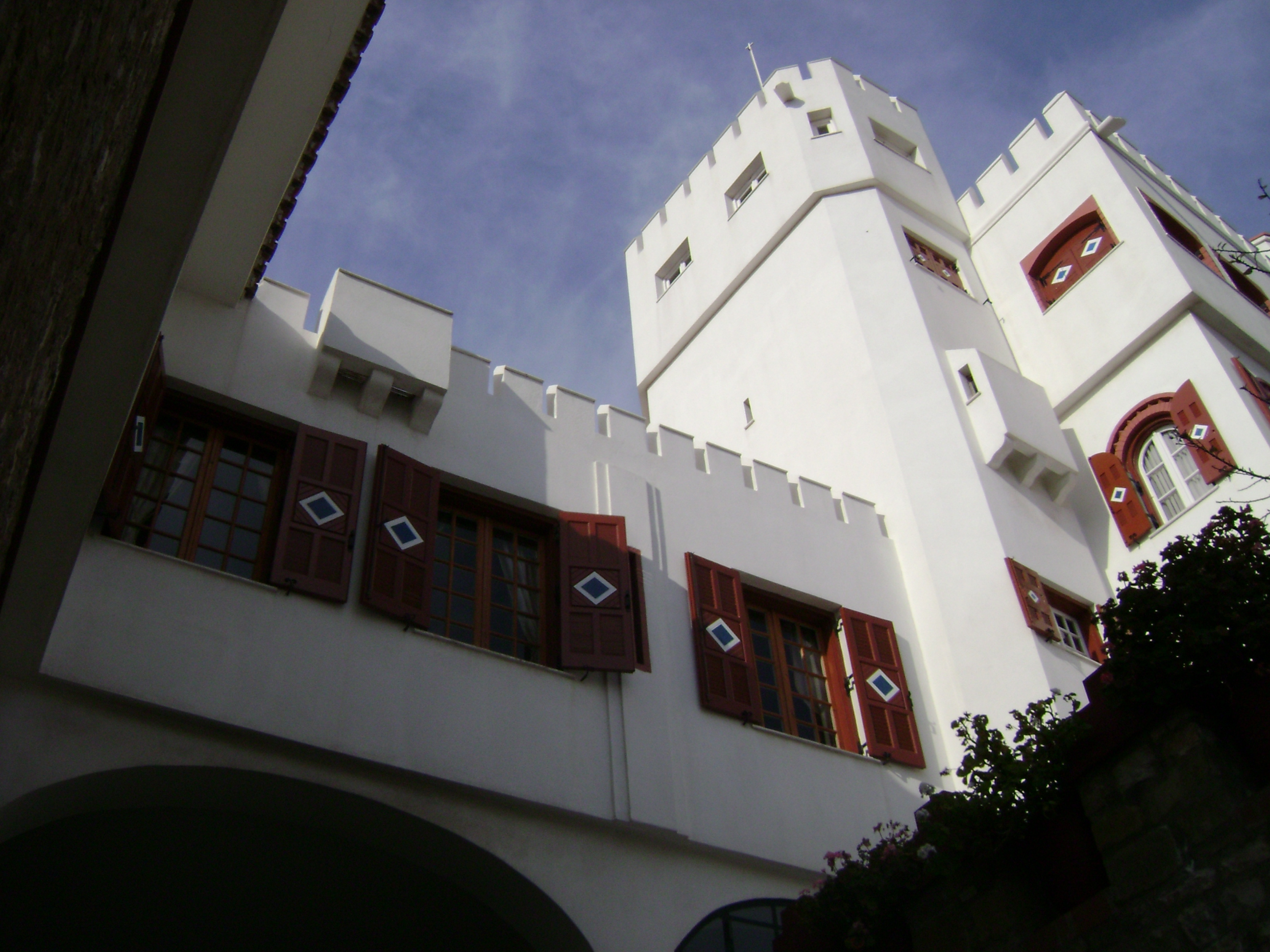
Botsaris museum
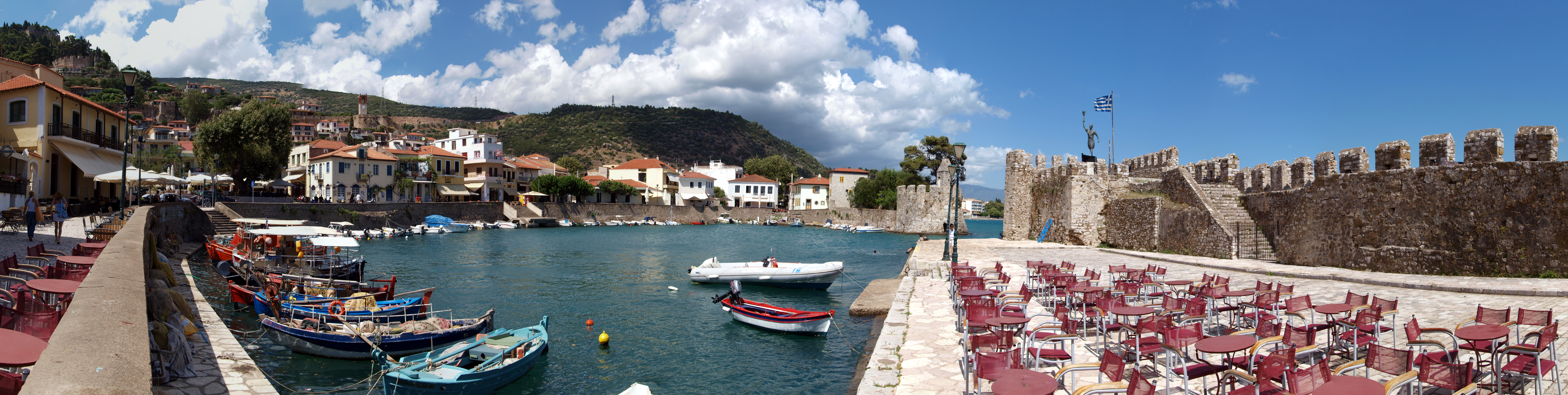
Panorama